# إهدار الطعام

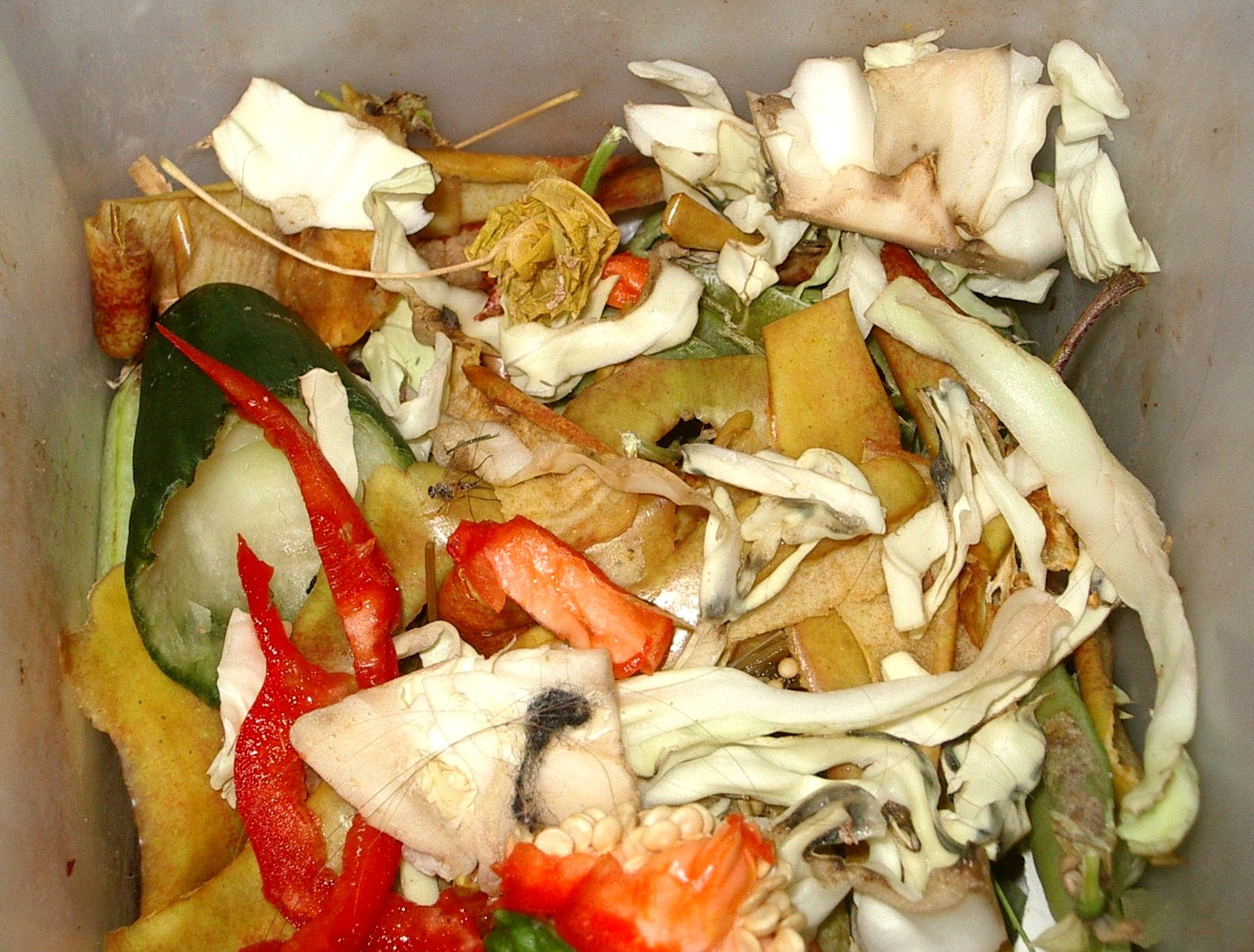
صندوق يحتوي نفايات قابلة للتحلل الحيوي

إهدار الطعام أو فقدان الغذاء هو عبارة عن طعام يتم التخلص منه أو فقدانه دون أن يكون قد تم تناوله. تتعدد أسباب هدر أو إضاعة الطعام  وتحدث في مراحل عدة كالإنتاج، والمعالجة، وتجارة التجزئة، والاستهلاك. ويتراوح إجمالي الطعام المُهدر ما بين ثلث ونصف الأغذية المنتجة. يقع هدر وفقدان الطعام في جميع مراحل سلسلة الإمداد الغذائي وسلسلة القيمة. تحدث معظم الخسائر أثناء الإنتاج في البلدان محدودة الدخل، بينما في البلدان المتطورة يُهدر الكثير من الطعام في مرحلة الاستهلاك، حوالي 100 كيلوغرام (220 رطل) للشخص في السنة.

## التعريف

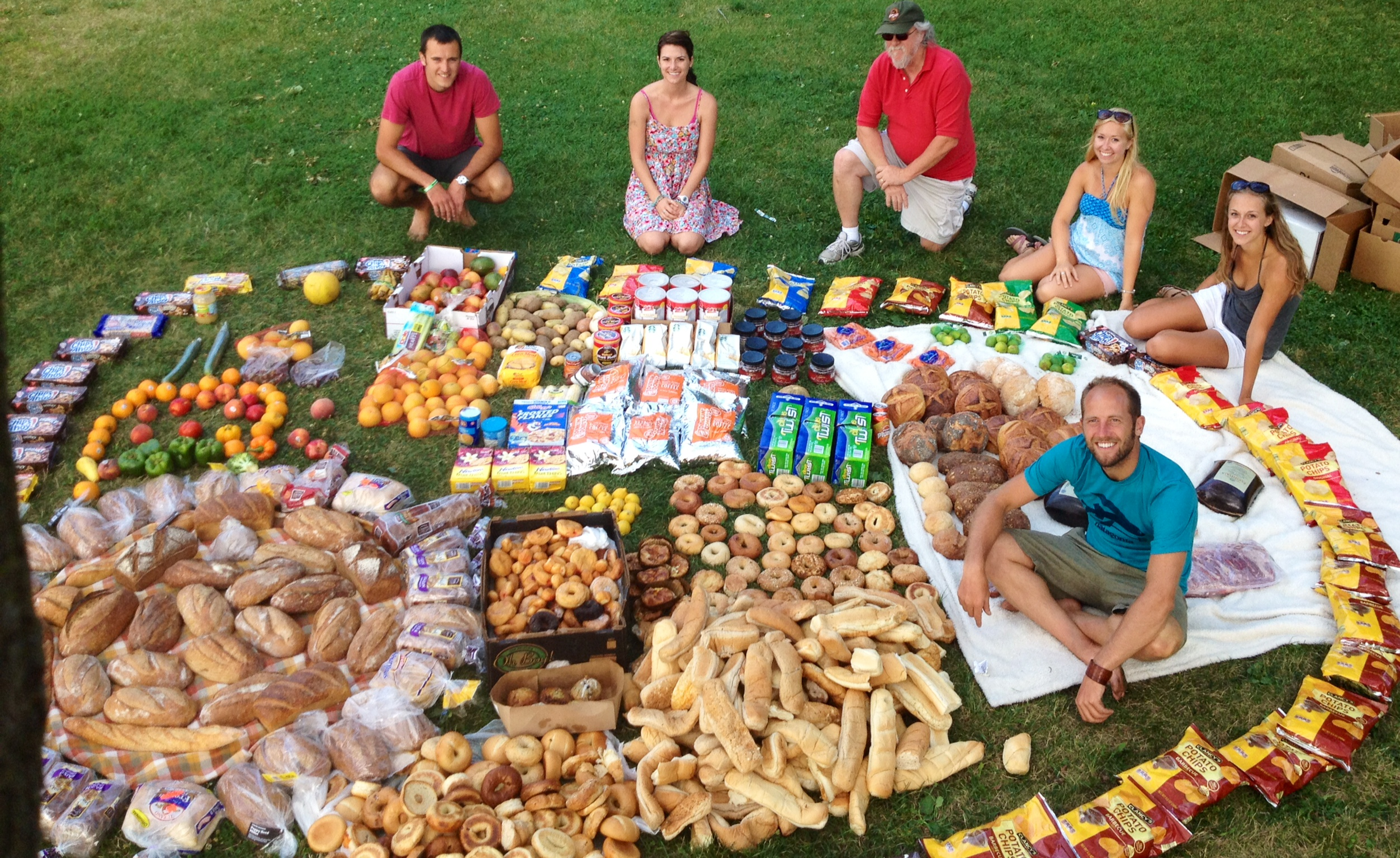
نشطاء قاموا بجمع مخلفات الطعام

بصفة عامة، يُقصد بهدر وفقدان الغذاء تعرض الطعام للخسارة خلال أي من المراحل الاربع من سلسلة الامداد الغذائي: الزراعة، وعمليات التجهيز، وتجارة التجزئة والاستهلاك. وتُعَد التعريفات الدقيقة محل خلاف، وكثيراً ما تُحَدَد علي أساس الحالة السائدة (كما هو الحال عمومًا مع تعريفات الإهدار). فإن الهيئات المهنية بما فيها المنظمات الدولية وحكومات الدول وأمانتها تستخدم تعريفات خاصة بها.
تتفاوت تعريفات هدر الطعام، ضمن أمور أخرى، فيما تتكون فضلات الطعام، كيف يتم إنتاجها وأين يتم التخلص  منها أو إنشاؤها. تختلف التعريفات لأن بعض المجموعات لا تعتبر (أو لم تكن تعتبر، وفقًا للتقاليد) إهدار الطعام إهدارًا ماديًا بسبب تطبيقاتها. ترتكز بعض التعريفات عن مخلفات الغذاء علي تعريفات أخرى (مخلفات زراعية) ومواد لا تستوفي تعريفها.
قد يذهب الطعام المفقود إلي مدافن النفايات أو يُعاد إلي سلسلة الامدادات الغذائية أو يوضع في استخدامات أخرى غير منتجة للطعام.

### الأمم المتحدة
في إطار مبادرة الأمم المتحدة لحفظ الغذاء، وافقت منظمة الأمم المتحدة للأغذية والزراعة وبرنامج الأمم المتحدة للبيئة والأطراف المعنية على التعريف التالي لفقدان وهدرالغذاء:
- فقدان الغذاء هو انخفاض كمية أو نوعية الطعام. إن فقدان الغذاء في قطاعات الإنتاج والتوزيع التابعة لسلسلة الإمداد بالغذاء هو بالدرجة الأولى وظيفة في نظام الإنتاج والإمداد الغذائي أو إطاره المؤسسي والقانوني.
- مخلفات الطعام (التي تُعَد أحد عناصر فقدان الأغذية) هي إزالة أي طعام من سلسلة الإمداد الغذائي والذي يكون أو كان في وقت من الأوقات مناسبًا للاستهلاك البشري، أي عندما يكون فاسدًا أو منتهي الصلاحية، والذي يرجع إلى السلوك الاقتصادي أو سوء إدارة المخزون أو الإهمال.

و يشمل ذلك التعريف علي عناصر مهمة:
- يُعتبر هدرالطعام جزءًا من فقدان الغذاء، ولكن التمييز بين الاثنين غير محدد بشكل واضح.
- يُحتسب الغذاء المُعاد توجيهه إلى السلاسل غير الغذائية (التي تتضمن العلف الحيواني أو السماد  أو  الطاقة الحيوية)  ضمن خسارة أو هدر غذائي.
- تحتوي النباتات والحيوانات المنتجة للغذاء على «أجزاء غير غذائية» غير مُدرجة في «فقدان وهدر الغذاء» (يشار إلى هذه الأجزاء الغير الصالحة للاكل أحيانًا  «مخلفات الطعام التي لا يمكن تفاديها».[15]